# Explication avec les mains
 (octobre 2012).
Si vous disposez d'ouvrages ou d'articles de référence ou si vous connaissez des sites web de qualité traitant du thème abordé ici, merci de compléter l'article en donnant les références utiles à sa vérifiabilité et en les liant à la section « Notes et références ».
Ne doit pas être confondu avec Preuve sans mots.

Illustration du théorème de Pythagore avec des réservoirs de liquides.

En sciences, une explication est appelée « explication avec les mains » lorsqu'elle esquisse un raisonnement sans présenter une démonstration rigoureuse. Un tel procédé est employé par exemple à l'occasion d'un exposé oral lorsque le temps donné au conférencier est trop court pour détailler complètement l'argumentation ou introduire les prémisses.  Pendant le processus de recherche il aide à formuler une conjecture ou à préparer une démonstration rigoureuse en particulier pendant le dialogue avec un collaborateur.   En tout état de cause, il ne s'agit pas d'un concept de science exacte, mais d'une attitude de scientifique. 
L'expression vient du fait que le chercheur utilise des images, des gestes et des mimiques qui en soutenant un discours cherchent à emporter  la conviction de l'auditoire en donnant plus de réalité aux concepts énoncés et en mettant en évidence les points clés du raisonnement.   Comme dans cette mise en scène le geste l'emporte sur la parole, la terminologie « explication avec les mains » a été utilisée pour la caractériser. 
En mathématiques, certains résultats peuvent être illustrés par une expérience physique, notamment en combinatoire,  en théorie des nœuds et plus généralement en topologie.  Il s'agit plus alors d'une explication par une image animée.